# Барун-Торей
Бару́н-Торе́й (бур. Баруун Тори), или Бару́ун-Тарь-Ну́ур (монг. Баруун Тарь нуур), — бессточное солёное пересыхающее озеро на юге Забайкальского края и северо-востоке Монголии (аймак Дорнод), входящее в систему Торейских озёр. Расположено в пределах Торейской впадины, на высоте 600 метров над уровнем моря. Самый крупный по площади водоём Забайкальского края.
Название озера как с бурятского, так и с монгольского языков переводится как «западное круглое озеро», тогда как расположенное восточней озеро Зун-Торей называется «восточное круглое озеро».
Ледостав — с ноября по апрель, зимой промерзает до дна. У озера неустойчивый водный режим — во влажные годы разливается, затапливая большие площади, а в засушливые годы почти полностью высыхает. Питание получает из впадающих в него рек Ималка и Улдза. Минерализация озёрной воды меняется в зависимости от объёма воды — от 1000 мг/дм³ до 10000 мг/дм³. При высоком наполнении соединяется протокой Утичья с озером Зун-Торей.
Озеро частично входит в состав Даурского заповедника. До 1989 года монгольская часть озера Барун-Торей по-русски именовалась Барун-Тарь-Нур. Монгольская часть озера входит в кластер «А» заповедника «Монгол-Дагуур» (с монг. — «Монгольская Даурия»).

## Топографические карты
- Лист карты M-50-XIV Ниж. Цасучей. Масштаб: 1 : 200 000. Указать дату выпуска/состояния местности.
- Лист карты M-50-XX Соловьевск. Масштаб: 1 : 200 000. Указать дату выпуска/состояния местности.